# DNK mašina
DNK mašina je molekulska mašina koja se sastoji od DNK. Pionirska istraživanja DNK mašina je izveo Nadrijan Siman sa saradnicima na Njujorškom univerzitetu tokom 1980-tih. DNK je korišćena jer su brojna prirodna biološka oruđa za njenu manipulaciju bila dostupna, kao i znatan obim biohemijskog znanja o njenom načinu rada.
DNK mašine mogu da budu logično dizajniranje pošto je DNK sklapanje u dvostruki heliks bazirano na striktnim pravilima uparivanja baza, što omogućava porcijama lanca da se predvidivo povežu na osnovu njihove sekvence. Ova selektivna lepljivost je ključna za konstrukciju DNK mašina.
Jedan primer DNK mašine su objavili Bernard Jurk i njegovi saradnici iz kompanije Lucent Tehnologije 2000 godine. Oni su konstruisali molekulsku pincetu od DNK. Molekulska pinceta sadrži tri lanca: A, B i C.